# Мерло, Рейнальдо
Рейна́льдо Ка́рлос Ме́рло (исп. Reinaldo Carlos Merlo; род. 20 мая 1950, Буэнос-Айрес) — аргентинский футболист и футбольный тренер.

## Игровая карьера
Рейнальдо Мерло провёл всю свою профессиональную карьеру футболиста в клубе «Ривер Плейт», где выступал в роли опорного полузащитника. Он был неотъемлемой частью команды, которая в период с 1975 по 1981 год 7 раз выигрывала чемпионат Аргентины. За свою карьеру игрока Мерло провёл более 500 игр за «Ривер Плейт», в том числе играл в 42 Суперкласико.

## Тренерская карьера
После завершения карьеры игрока Рейнальдо Мерло начал работать тренером. Первоначально он тренировал небольшие клубы, а в 1989 году возглавил «Ривер Плейт». Затем он тренировал молодёжную и юношеские сборные Аргентины, боливийский «Боливар», чилийский «Депортес Темуко», колумбийский «Атлетико Насьональ», аргентинские «Чакарита Хуниорс» и «Бельграно».
Летом 2001 года Мерло был назначен главным тренером «Расинга» из Авельянеды. В первом же чемпионате команда под его руководством сумела впервые за 35 лет выиграть национальное первенство. Впоследствии он возглавлял аргентинские команды «Ривер Плейт», «Эстудиантес», «Росарио Сентраль» и «Дуглас Хейг», эквадорскую «Барселону», а также ещё дважды вставал у руля «Расинга». Однако работая с именитыми клубами, больше трофеев Мерло не выигрывал.

## Достижения

### В качестве игрока
«Ривер Плейт»
- Чемпион Аргентины (7): Мет. 1975, Нас. 1975, Мет. 1977, Мет. 1979, Нас. 1979, Мет. 1980, Нас. 1981

### В качестве тренера
«Расинг Авельянеда»
- Чемпион Аргентины (7): Ап. 2001